# Наскельниця лежача
Наскельниця лежача (Loiseleuria procumbens або Kalmia procumbens) — багаторічна рослина родини вересові (Ericaceae), ентомофіл, анемохор. Циркумполярний арктико-альпійський вид, занесений до Червоної книги України.

## Поширення
Вид поширений у Північній Європі — 56° пн.ш (у Шотландії), також у горах Середньої і Південної Європи (Піренеях, Альпах (до 3000 м), Карпатах, Балканах, у Західних Карпатах — зрідка зустрічається у Низьких і Високих Татрах (практично лише у межах Словаччини), Східних і Південних Карпатах), Північна Азія, Північна Америка.
В Українських Карпатах зростає на Чорногорі, Чивчинських горах, Мармароський масив.

## Середовище проживання
Зростає на кам'янистих розсипищах субальпійського та альпійського поясів на висотах 1640–2000 м, на безкарбонатному субстраті.

## Морфологія
Сланкий, густо вкритий листям, вічнозелений чагарничок 10–20, зрідка до 45 см заввишки.
Листки супротивні, вузькоеліптичні, цільнокраї із загнутими наспід краями, 0,3–0,8 см завдовжки, на коротких черешках.
Квіти зібрані у зонтикоподібні дво-тривкіткові китиці на кінцях гілок.
Віночок 4–5 мм завдовжки, удвічі довший від чашечки, майже до половини надрізний, рожевий, зрідка білий.
Цвіте у червні-липні

## Охорона
Формація наскельниці лежачої занесена до Зеленої книги України, запропонована до Червоної книги Українських Карпат. Зростає у Чорногірському масиві Карпатського біосферного заповідника і Карпатського національного природного парку — на гребені головного хребта Чорногори.
Під охороною у Словаччині і в Україні

## Синоніми
- Azalea procumbens L.
- Chamaecistus procumbens L. Kuntze
- Chamaeledon procumbens L. Link
- Kalmia procumbens L. Gift, Kron & P.F.Stevens, nom. inval.
- Kalmia procumbens L. Gift & Kron, nom. superfl.
- Loiseleuria procumbens L.Loisel.
- Loiseleuria procumbens L. Desv., nom. superfl.
- Rhododendron procumbens L. Alph.Wood
- Rhododendron procumbens L. E.H.L.Krause, nom. superfl.

## Галерея

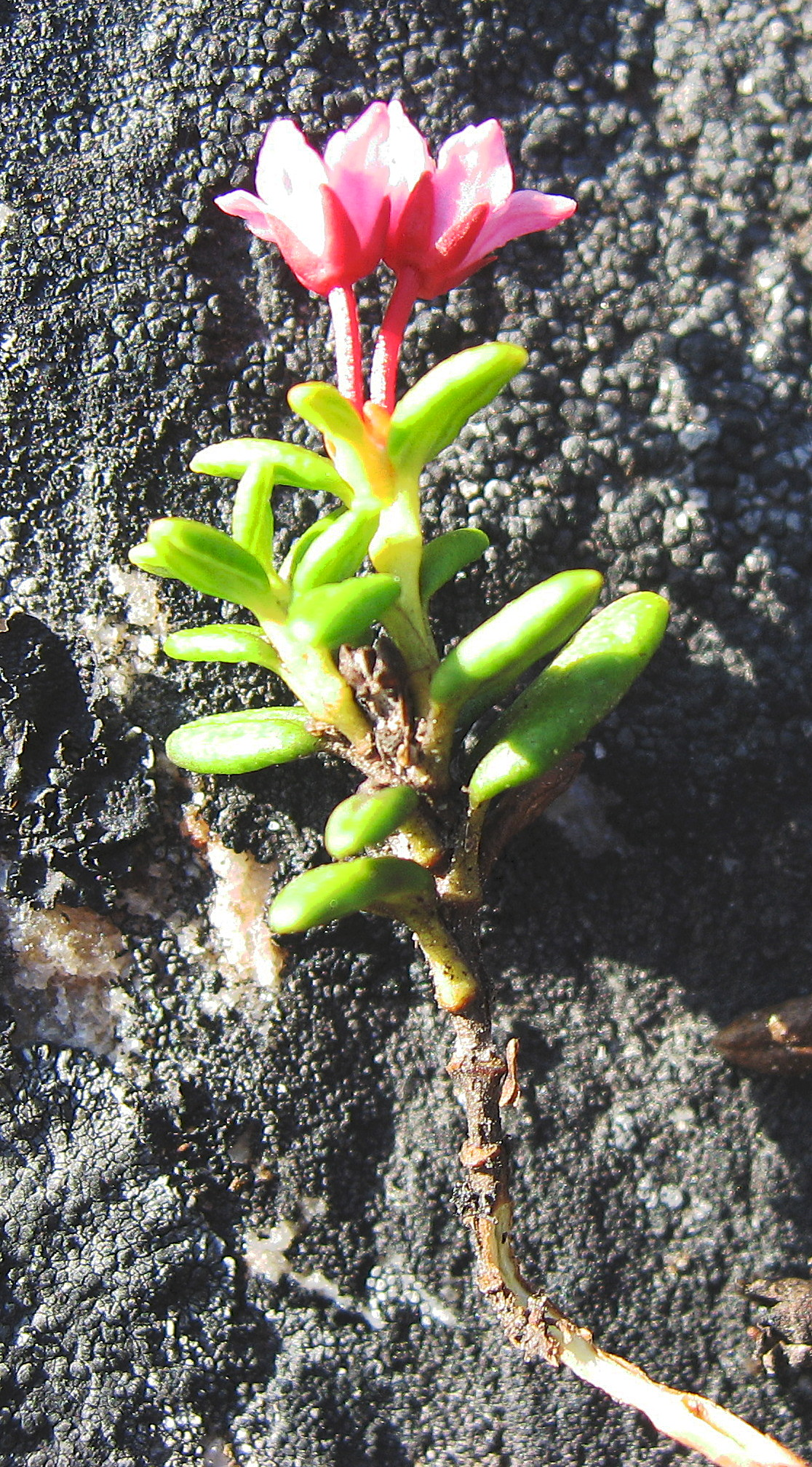
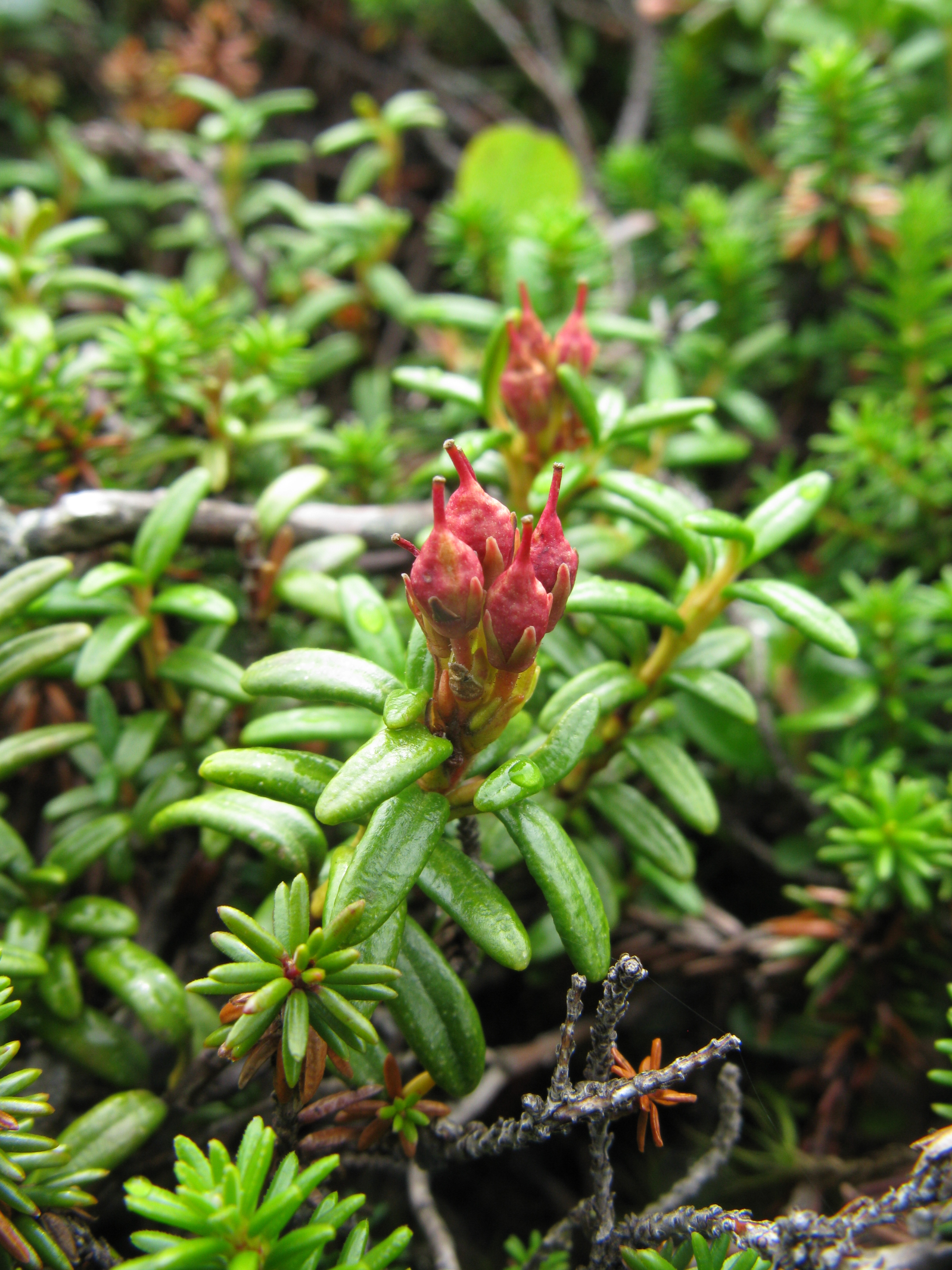
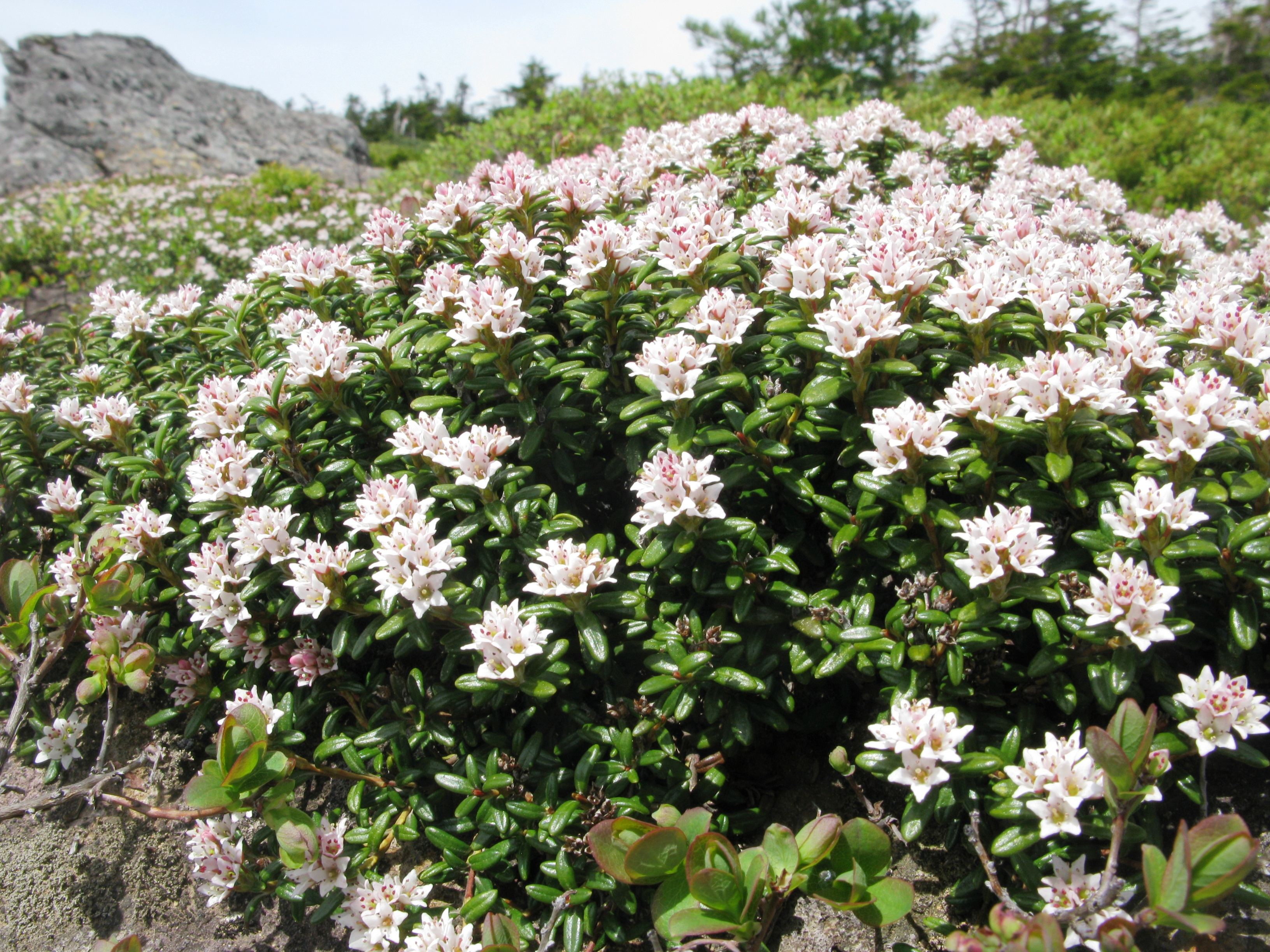
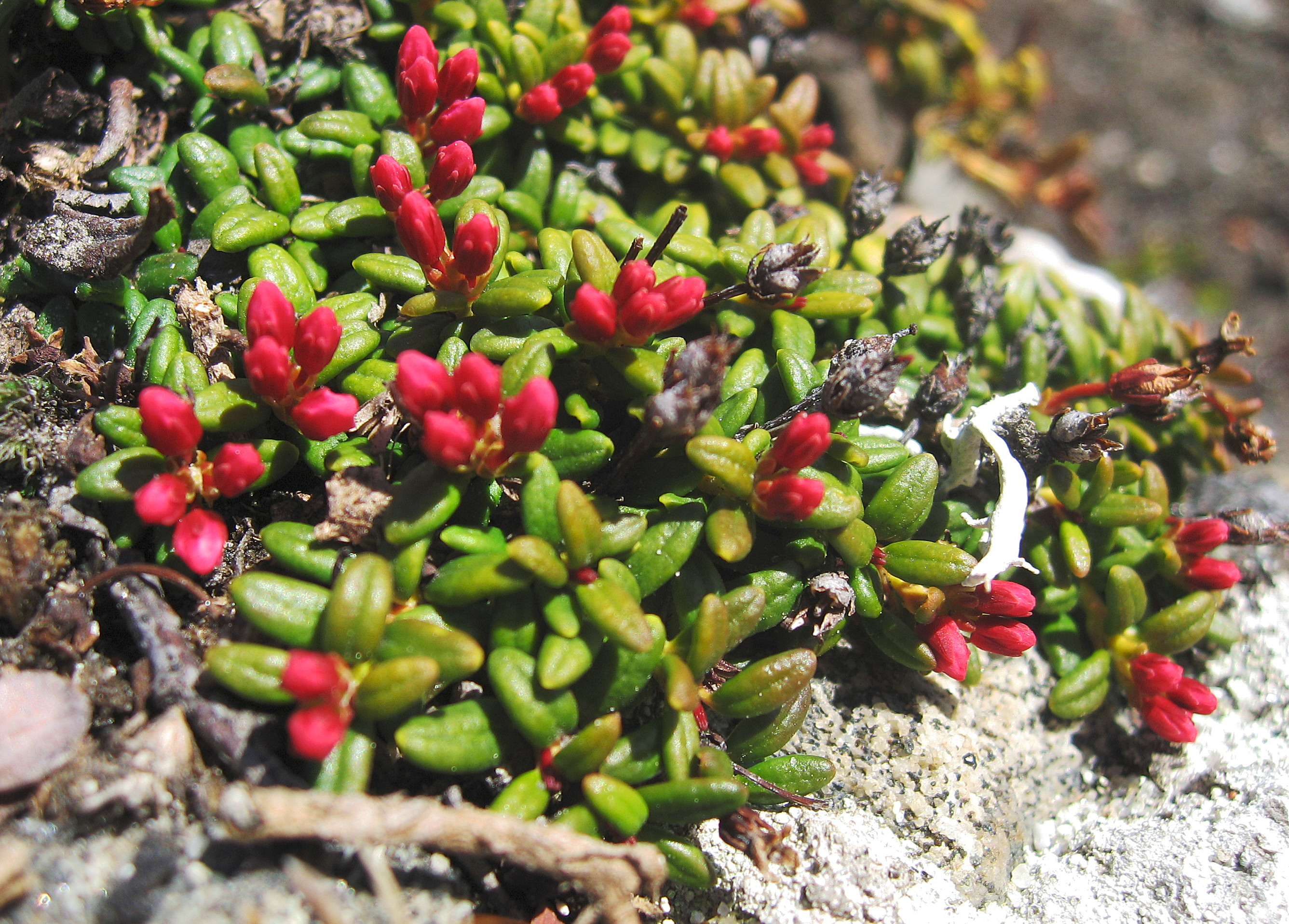